# Oliver Conz

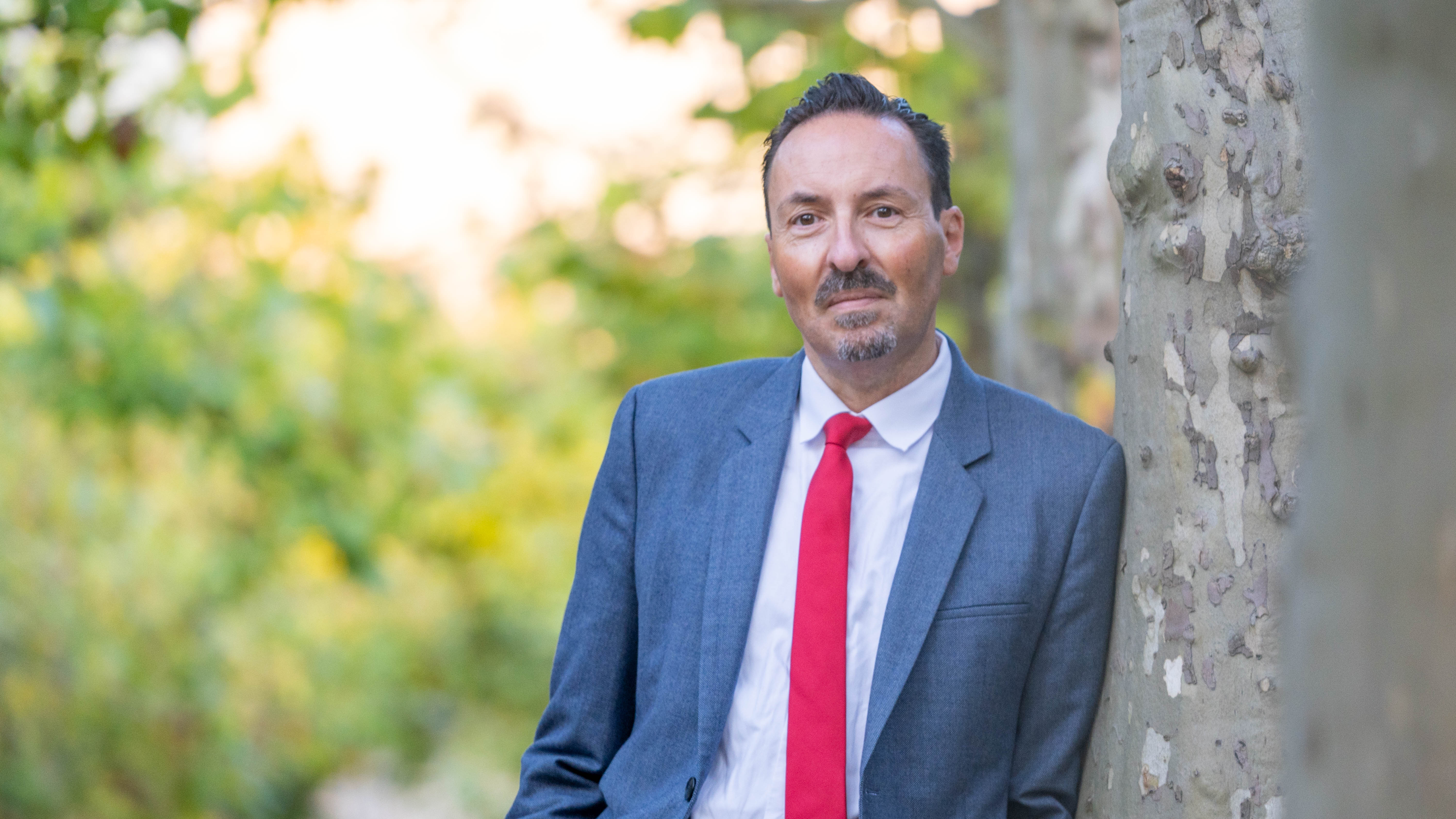
Oliver Conz (2021)

Oliver Conz (* 21. Dezember 1967 in Frankfurt am Main) ist ein deutscher Jurist, Naturschützer und Politiker (zunächst parteilos, seit 2021 Bündnis 90/Die Grünen).

## Leben und Wirken
Conz verbrachte seine Kindheit in Liederbach am Taunus. Nach einer Ausbildung zum Bankkaufmann und seinem Zivildienst bei der Hessischen Gesellschaft für Ornithologie studierte er ab 1991 Rechtswissenschaften in Frankfurt am Main. 1999 erfolgte nach abgeschlossenem Referendariat die zweite juristische Staatsprüfung. Nach einer Tätigkeit als Anwalt bei der Deutschen Landwirtschafts-Gesellschaft leitete er von 2003 bis 2019 den Zentralbereich des RKW Rationalisierungs- und Innovationszentrum der Deutschen Wirtschaft in Eschborn.
Für den Naturschutz war Conz als leidenschaftlicher Vogelkundler bereits sehr früh tätig; beispielsweise engagierte er sich in den 1990er Jahren gegen den Bau des Golfplatzes am Rettershof in Kelkheim. Seit 2008 war er Vorsitzender der Hessischen Gesellschaft für Ornithologie und Naturschutz. Am 30. Juni 2010 wurde er in die 14. Bundesversammlung entsandt und 2011 kandidierte er bei der Landratswahl im Main-Taunus-Kreis als Parteiloser gegen Michael Cyriax. Weiterhin war er Mitglied des Hessischen Bündnisses für Nachhaltigkeit (seit 2019), der Landesbetriebskommission von HessenForst (seit 2014) und Vorsitzender des Rats der Stiftung Hessischer Naturschutz (seit 2011). Ab dem 1. Dezember 2019 war er als Nachfolger von Beatrix Tappeser Staatssekretär im Hessischen Ministerium für Umwelt, Klimaschutz, Landwirtschaft und Verbraucherschutz. Im Zuge der Bildung des Kabinetts Rhein II schied er am 18. Januar 2024 aus dem Amt des Staatssekretärs aus. Von Mai 2024 bis Juni 2025 war er Leiter der Zentralabteilung im Bundesministerium für Ernährung und Landwirtschaft.
Conz trat 2021 Bündnis 90/Die Grünen bei.
Conz ist verheiratet und hat einen Sohn.